# Giro d'Italia de 2001
Giro d'Italia 2001 foi a octagésima quarta edição da prova ciclística Giro d'Italia (Corsa Rosa), realizada entre os dias 19 de maio e 10 de junho de 2001.
A competição foi realizada em 21 etapas com um total de 3.712 km.
O vencedor foi o ciclista italiano Gilberto Simoni. Largaram 180 ciclistas, e o vencedor conclui a prova com a velocidade média de 40,170 km/h.